# 非洲鱉
非洲鱉（学名：Trionyx triunguis），是鳖科鳖属的一種生活於大部分東非、中非、西非和近東淡水和咸水環境中的鱉。
這物種標本的長度已經達到了95厘米。一般而言雄性平均重25公斤，雌性甲殼長50-80cm，最重可達40公斤。
非洲鱉是食肉動物，在野外食用魚類和螺類、水生昆蟲，甲殼類動物，兩棲動物，爬行動物，也吃植物如油棕櫚堅果和腐肉，有人曾目擊四隻非洲鱉食用山羊的屍體。牠們多採用伏擊狩獵法，待獵物進入攻擊範圍才出擊。
由体型較大，天敵甚少，鱷魚是非洲鱉唯一的天敵。

## 保育狀況
其被列為《瀕危野生動植物種國際貿易公約》附錄二的物種，被限制出口及貿易。